# Aeroportul Internațional Gagarin
Aeroportul Internațional Gagarin (IATA: GSV, ICAO: UWSG) este un aeroport din Rusia. Aeroportul a fost tranzitat în 2021 de 983.011 pasageri. A fost deschis în 20 august 2019 și numit după Iuri Gagarin.
Situat la o altitudine de 31 m, aeroportul dispune de 1 pistă. Este operat de Airports of Regions⁠(d).

## Infrastructură

### Piste
Aeroportul dispune de o singură pistă. Pista 08/26 are suprafața de beton și dimensiunile 3.000 m × 45 m. 